# Mentzelia hispida
Mentzelia hispida är en brännreveväxtart som beskrevs av Carl Ludwig von Willdenow. Mentzelia hispida ingår i släktet Mentzelia och familjen brännreveväxter. Inga underarter finns listade i Catalogue of Life.